# 막대 십자

막대 십자

히틀러막대 십자(독일어: Balkenkreuz 발켄크로이츠[*])는 철십자를 양식화한 것으로, 제2차 세계 대전 나치독일 국방군과 그 산하 히틀러집단들의 인식표로 사용되었다. 철십자의 네 가지 끝의 구부러진 모양을 잘라내 직선으로 만들고, 주위에 가로세로를 오가는 막대기들을 더한 것이다. 현재의 독일 연방방위군에서는 막대 십자를 인식표로 사용하며, 나치독일 제국 시절 사용된 끝이 구부러진 철십자로 회귀하였다. 하지만 미군의 철십자에는 막대 십자에 사용된 십자 주위의 선들이 추가되어 제국 철십자와는 구분되고 있다.

독일 제국군의 철십자
독일 제국군의 막대 십자
독일 국방군의 막대 십자
독일 연방방위군의 철십자